# Garden State
Garden State ist ein Spielfilm aus dem Jahr 2004. In Deutschland und Österreich lief er am 26. Mai 2005 an. Es ist das Regie- und Drehbuchdebüt des Scrubs-Darstellers Zach Braff, der im Film auch die Hauptrolle spielt.
Der Titel Garden State (zu deutsch „Gartenstaat“) ist der Spitzname des US-Bundesstaates New Jersey, der Dreh- und Handlungsort des Films ist.

## Handlung
Zu Beginn des Filmes sieht man den lethargischen Schauspieler und Kellner Andrew Largeman, wie er aus einem bizarren Traum erwacht, da sein Telefon klingelt. Der Anruf stammt von Andrews Vater aus New Jersey, der Andrew berichtet, dass seine querschnittgelähmte Mutter gestorben sei. Andrew macht sich auf den Weg, um an der Beerdigung seiner Mutter teilzunehmen. Bei der Beerdigung trifft er zwei alte Bekannte, Mark und Dave, die als Totengräber arbeiten. Die beiden laden Andrew zu einer Party ein. Mit seinem alten Motorrad mit Beiwagen fährt er abends zu der Party und trifft dort alte Freunde von der High School, die alle ausgelassen feiern und Drogen konsumieren.
Am Morgen nach der Party fährt Andrew zum örtlichen Krankenhaus, um sich wegen seit kurzem auftretender Kopfschmerzen untersuchen zu lassen. Im Wartezimmer trifft er dabei auf Sam. Sie kennt Andrew von einem Fernsehfilm, jedoch können sich die beiden nur kurz unterhalten, da Andrew zum Neurologen, einem Kollegen seines Vaters, gerufen wird. Andrew hat seine von seinem Vater, einem Psychiater, verschriebenen umfangreichen Psychopharmaka in Los Angeles gelassen, weil er versuchen will, ohne sie zu leben und lehnt das Angebot einer neuerlichen Verschreibung ab. Wie sich später herausstellt, macht der Vater Andrew verantwortlich für den Unfall, der zur Lähmung seiner Mutter geführt hat.
Vor der Klinik trifft Andrew erneut auf Sam, die zuvor vorgab, von ihrem Freund abgeholt zu werden. Als sie Andrew sieht, erzählt sie ihm, dass sie doch nicht abgeholt werden würde, so dass er ihr anbietet, sie nach Hause zu fahren. Allerdings weigert sie sich, den Beiwagen zu benutzen. Auf dem Weg gesteht Sam, dass sie gar keinen Freund hätte, sondern dass sie eine zwanghafte Lügnerin sei.
Nachdem sie bei Sam angekommen sind, bittet sie Andrew noch ins Haus und Andrew lernt Sams Familie kennen. Die beiden unterhalten sich in ihrem Zimmer. Sam erzählt, dass sie in ihrem Zimmer manchmal komische Dinge mache, um etwas Einzigartiges zu machen, denn in ihrem Zimmer mache ja niemand solche Sachen. Als sie kurz darauf Sams verstorbenen Hamster im Garten begraben, erfährt Sam vom Tod von Andrews Mutter.
Am Abend wird Andrew von seinem Vater damit konfrontiert, dass er ihm aus dem Weg gehen würde. Andrew behauptet, dass er bisher einfach noch keine Zeit gehabt hätte, willigt aber ein, mit seinem Vater ein Gespräch zu führen, bevor er die Stadt wieder verlässt. Andrew verlässt sein Elternhaus wieder, um zu Sam zu fahren. Dort erfährt er, dass sie an Epilepsie leidet, was Sam sehr unangenehm ist. Um sich von dem Thema abzulenken, fahren Andrew und Sam in eine Bar, wo sie Gelegenheit haben, ihre Freundschaft weiter zu festigen, bis sie von Mark, Jesse und Dave unterbrochen werden. Sie fahren gemeinsam zu Jesses Villa, und man sieht sie und die anderen Gäste im Swimmingpool. Es stellt sich heraus, dass Andrew als einziger nicht schwimmen kann. Sam bleibt mit Andrew am flachen Ende des Pools zurück und sie überlegen, wo ein „Zuhause“ für sie sein kann.
Später sitzen Sam, Andrew, Jesse und Mark an einem offenen Kamin und unterhalten sich. Das Gespräch entwickelt sich dahingehend, dass Andrew seinen Freunden gegenüber ein Geständnis ablegt: Er ist in seiner Jugend in ein Internat geschickt worden, nachdem er den Unfall seiner Mutter verursachte. Aus Frustration darüber, dass er sie nicht glücklicher machen konnte, stieß er sie. Seine Mutter stolperte dabei über die offene Spülmaschine, da deren Verschluss kaputt war. Sie stieß sich das Genick am Küchentisch und war danach von der Hüfte abwärts gelähmt. Als wenig später Mark und Jesse in Begleitung eines Mädchens den Raum verlassen, gibt Andrew Sam gegenüber zu, wie sehr er sie mag.
Am nächsten Morgen kommt Mark, der ein Abschiedsgeschenk organisieren will, zu Andrew. Allerdings braucht er dafür Andrew und dessen Motorrad. Da Andrew Sam versprochen hatte, den Tag mit ihr zu verbringen, fahren sie zu dritt. Das Trio fährt zu einem Baumarkt, in dem Mark sich durch einen Trick Geld erschwindelt und in dem ein unbeliebter ehemaliger Mitschüler die drei von einer geschäftlichen Partnerschaft zu überzeugen versucht. Danach gehen sie in ein schäbiges Hotel, in dem „spezielle Kunden“ von einem Innenflur aus in die Zimmer der Gäste schauen können, um Hotelgäste beim Sex beobachten zu können.
Ihre Reise endet schließlich an einem Steinbruch in Newark. Am Rand eines unendlich tief scheinenden Abgrunds sehen sie ein Hausboot. Als sie dorthin gehen, setzt starker Regen ein. Bei den Bewohnern des Hausboots handelt es sich um ein Ehepaar, das zur Beobachtung der Felsspalte angestellt ist. Nebenbei sind sie auch Händler von antikem Schmuck. Hier erhält Mark auch ein kleines Schmuckstück – der Grund, weswegen er die den ganzen Tag dauernde Odyssee überhaupt unternahm. Als die drei das Hausboot wieder verlassen, klart der Himmel auf, und Andrew klettert spontan auf einen alten Bagger, der neben dem Hausboot steht, um lauthals in den Abgrund hinabzuschreien. Sam und Mark kommen ihm nach, und so schreien alle drei zusammen, bis Sam und Andrew sich küssend um den Hals fallen.
Als sie Marks Haus erreichen, übergibt dieser Andrew das Schmuckstück. Es stellt sich heraus, dass es das von Mark aus dem Grab entwendete Lieblingsschmuckstück von Andrews Mutter war. Die folgende Nacht verbringen Sam und Andrew zusammen in Andrews Elternhaus, wo Andrew zu guter Letzt auch ein klärendes Gespräch mit seinem Vater führt.
Am nächsten Morgen verabschieden sich Sam und Andrew am Flughafen, da Andrew nach Los Angeles zurückkehren möchte, um sein Leben in den Griff zu bekommen. An Bord des Flugzeugs ändert Andrew jedoch seine Meinung und kehrt zur weinenden Sam zurück, um ihr zu sagen, dass er sein Leben nicht verschwenden und es nicht ohne sie verbringen möchte.

## Hintergrund

### Drehbuch
Zach Braff entwarf erste Teile des Drehbuchs bereits im College. Im Jahr 2000 schrieb er es dann innerhalb von drei Monaten auf. Die Dreharbeiten fanden 2003 statt.
Der Film ist in Teilen autobiografisch. Braff wuchs in New Jersey auf und war in Hollywood zunächst auch nicht sonderlich erfolgreich. Die Schule, die Largeman besuchte („Columbia High“), ist Braffs ehemalige Schule, die sogar kurz im Film zu sehen ist. Sowohl Braffs Mutter als auch sein Stiefvater sind Psychologen. Braff sagt, dass 80 % des Films auf wahren Begebenheiten beruhen, auch wenn er nicht alle selbst erlebt hat.
Die Rollen von Sam (Natalie Portman), Mark (Peter Sarsgaard) und Andrews Vater (Ian Holm) sind laut Braff seine gewünschte Idealbesetzung. Er sagt, er habe ihnen die Drehbücher im Glauben zugesendet, sie würden sowieso nicht zusagen.

### Rezeption
Der Film lief in der offiziellen Auswahl des Sundance Film Festivals 2004 und war für den Großen Preis der Jury als Bester Debütfilm nominiert, konnte ihn aber nicht gewinnen. Bei diesem Filmfestival wurde der Film an Miramax Films und Fox Searchlight Pictures verkauft.
Nachdem der Film nur in vier Kinos in New York, drei Kinos in Los Angeles und dem Heimatkino von Braff in New Jersey anlief, wurde er später in weiteren ausgewählten Städten vorgeführt. Erst nachdem sich der Erfolg abzeichnete, wurde er in den ganzen USA gezeigt und ins Ausland exportiert. In Deutschland hatte der Film insgesamt 155.364 Besucher.
Der Film gewann außerdem zahlreiche Preise bei kleineren Festivals in den USA und einen Preis beim Stockholm International Film Festival.
Bei Rotten Tomatoes bekommt der Film unter den „Top Critics“ eine positive Bewertung von 86 %.
Anke Sterneborg beschreibt das „erstaunliche Filmdebüt“ im Focus als etwas, das „zugleich Realitätsstudie und entrücktes Märchen ist, subversive Coming-Home-Komödie und rührende Romanze“, wodurch eine „magisch traumhafte Spannung“ entstehe. Die durch Regisseur, Drehbuchautor und Hauptdarsteller Braff aneinandergereihten Ereignisse und Begegnungen, die sich von einer klassischen Plot-Dramaturgie unterscheiden, vergleicht sie mit „schillernd bunten Perlen“. Außerdem lobt sie das „großartige Schauspieler-Ensemble“, welches dafür sorgt, „dass die Charaktere in der Fülle der visuellen Einfälle nicht untergehen“.

### Soundtrack
Der Soundtrack wurde von Braff zusammengestellt und enthält Stücke von Colin Hay, The Shins, Coldplay, Nick Drake, Simon and Garfunkel, Zero 7 und Frou Frou. Letztere hatten mit ihrem Beitrag Let go aus ihrem bis dato wenig beachteten Album Details einen verspäteten Verkaufserfolg. Bei der Verleihung der Grammys wurde der Soundtrack als beste Compilation ausgezeichnet. Im Film wird zusätzlich der Song „Three times a lady“ von Lionel Richie auf der Beerdigung von Jackie Hoffman (Tante Sylvia) gesungen.

#### Titelliste
1. Don’t Panic – Coldplay
2. Caring Is Creepy – The Shins
3. In The Waiting Line – Zero 7
4. New Slang – The Shins
5. I Just Don’t Think I’ll Ever Get Over You – Colin Hay
6. Blue Eyes – Cary Brothers
7. Fair – Remy Zero
8. One Of These Things First – Nick Drake
9. Lebanese Blonde – Thievery Corporation
10. The Only Living Boy In New York – Simon & Garfunkel
11. Such Great Heights – Iron & Wine
12. Let Go – Frou Frou
13. Winding Road – Bonnie Somerville

## Kritik
„Eine Komödie voller Skurrilitäten, in deren Verlauf der Protagonist seine Vergangenheit erkundet und mit einer Reihe merkwürdiger Typen konfrontiert wird. Der originelle Debütfilm erzählt seine Geschichte in gemächlichem, dem Thema angemessenem Tempo.“

„Ein liebevoll skurriler Kinotraum, bei dem man sich verwundert die Augen reibt und hofft, dass er nie enden möge.“